# Tuta (calciatore 1999)
Tuta, pseudonimo di Lucas Silva Melo (San Paolo, 4 luglio 1999), è un calciatore brasiliano, difensore dell'Al-Duhail.

## Caratteristiche tecniche
È un terzino destro.

## Carriera
Cresciuto nel settore giovanile del San Paolo, a fine 2018 rimane svincolato ed il 21 gennaio seguente firma un contratto valido fino al 2023 con l'Eintracht Francoforte; dopo sei mesi trascorsi nel settore giovanile, il 6 agosto viene ceduto in prestito per una stagione al Kortrijk, nella massima divisione belga. Debutta fra i professionisti il 24 novembre in occasione dell'incontro di Pro League pareggiato 0-0 contro l'Anderlecht; il 29 febbraio 2020 realizza la sua prima rete siglando il gol del definitivo 2-2 nei minuti di recupero contro lo Zulte Waregem. Terminata la stagione rientra all'Eintracht che lo conferma in rosa in vista della stagione 2020-2021.
il 18 maggio 2022 gioca la finale di Europa League contro i Rangers, uscendo al 57' per infortunio, dopo uno scivolone che permette il goal di Joe Aribo, attaccante dei Rangers.
Il 4 agosto 2025, si trasferisce in Arabia Saudita, all'Al-Duhail, per 15 milioni di euro.

## Statistiche
Statistiche aggiornate al 30 gennaio 2021.

### Presenze e reti nei club
| Stagione              | Squadra               | Campionato            | Campionato | Campionato | Coppe nazionali | Coppe nazionali | Coppe nazionali | Coppe continentali | Coppe continentali | Coppe continentali | Altre coppe | Altre coppe | Altre coppe | Totale | Totale | Totale |
| Stagione              | Squadra               | Comp                  | Pres       | Reti       | Comp            | Pres            | Reti            | Comp               | Pres               | Reti               | Comp        | Pres        | Reti        | Pres   | Reti   |        |
| --------------------- | --------------------- | --------------------- | ---------- | ---------- | --------------- | --------------- | --------------- | ------------------ | ------------------ | ------------------ | ----------- | ----------- | ----------- | ------ | ------ | ------ |
| 2019-2020             | Kortrijk              | D1                    | 14         | 1          | CB              | 4               | 0               |                    | -                  | -                  |             | -           | -           | 18     | 1      |        |
| 2020-2021             | Eintracht Francoforte | BL                    | 19         | 0          | CG              | 1               | 0               |                    | -                  | -                  |             | -           | -           | 20     | 0      |        |
| 2021-2022             | Eintracht Francoforte | BL                    | 18         | 3          | CG              | 1               | 0               | UEL                | 7                  | 0                  |             | -           | -           | 26     | 3      |        |
| Totale E. Francoforte | Totale E. Francoforte | Totale E. Francoforte | 37         | 3          |                 | 2               | 0               |                    | 8                  | 0                  |             | -           | -           | 47     | 3      |        |
| Totale carriera       | Totale carriera       | Totale carriera       | 51         | 4          |                 | 6               | 0               |                    | 7                  | 0                  |             | -           | -           | 64     | 4      |        |

## Palmarès

### Competizioni internazionali
- UEFA Europa League: 1

Eintracht Francoforte: 2021-2022